# Bisdom Caxito
Het bisdom Caxito (Latijn: Dioecesis Caxitonsis) is een rooms-katholiek bisdom met als zetel Caxito, in Angola. Het bisdom is suffragaan aan het aartsbisdom Luanda. 

## Geschiedenis
Het bisdom werd opgericht op 6 juni 2007, uit delen van het aartsbisdom Luanda. 

## Parochies
Het bisdom had in 2021 een oppervlakte van 18.916 km2 en telde 1.442.620 inwoners waarvan 33,7% rooms-katholiek was.

## Bisschoppen
- António Francisco Jaca (6 juni 2007 - 26 maart 2018; apostolisch vicaris: 3 mei 2018 - 16 augustus 2020)
- Maurício Agostinho Camuto (15 juni 2020 - heden)